# 中共中央文件选集
《中共中央文件选集》是一套中共中央的档案文献汇编，由中央档案馆和中共中央文献研究室联合编辑。其内容大部分采自中央档案馆保存的档案，部分根据当时的报刊或此后编辑出版的领导人选集、文集，以及文献汇编刊印，是研究中国共产党党史的重要第一手资料。
选集分中华人民共和国成立前（1921年7月至1949年10月）及成立后（1949年10月至1966年5月）2部分。建国前部分在中央档案馆此前编写的内部本的基础上编辑而成，于1989年至1993年间由中共中央党校出版社陆续出版，共18册，收录2,816篇中共中央文件，约800万字。建国后部分共50册，2013年由人民出版社出版，共收录4,569篇文件，约1,600万字。

## 内容
《选集》中包括以下几类内容：
- 中央对根据地工作的指示，比如《中央关于华南工作方针的指示》，《关于冀南平原对敌斗争的指示》。
- 中央对地方汇报工作优点和缺点的点评，比如《湘区报告议决案》，《湖北报告议决案》。
- 中国共产党全国代表大会文件的文件，比如《中国共产党第三次全国代表大会文件（一九二三年六月）》。
- 领导人写作的文章或对时政的评论，比如毛泽东的《实践论》和《愚公移山》，陈云的《怎样做好财政工作》。
- 反映时代重大时间节点的文件，比如《六大以来》和1945年册的《关于若干历史问题的决议》。